# Werner Düttmann

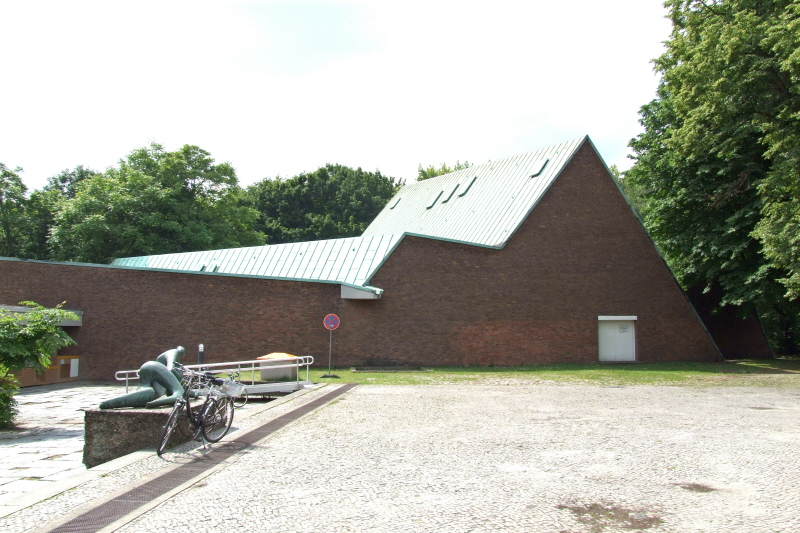
Sede dellAkademie der Künste nel quartiere Hansa a Berlino-Tiergarten

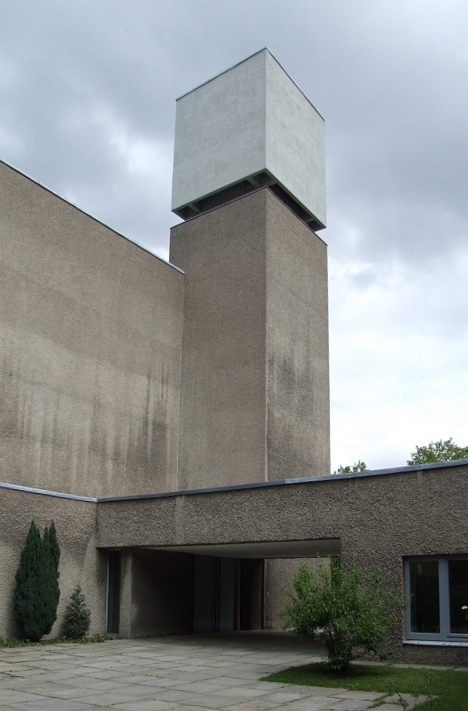
Chiesa di Sant'Agnese a Berlino-Kreuzberg

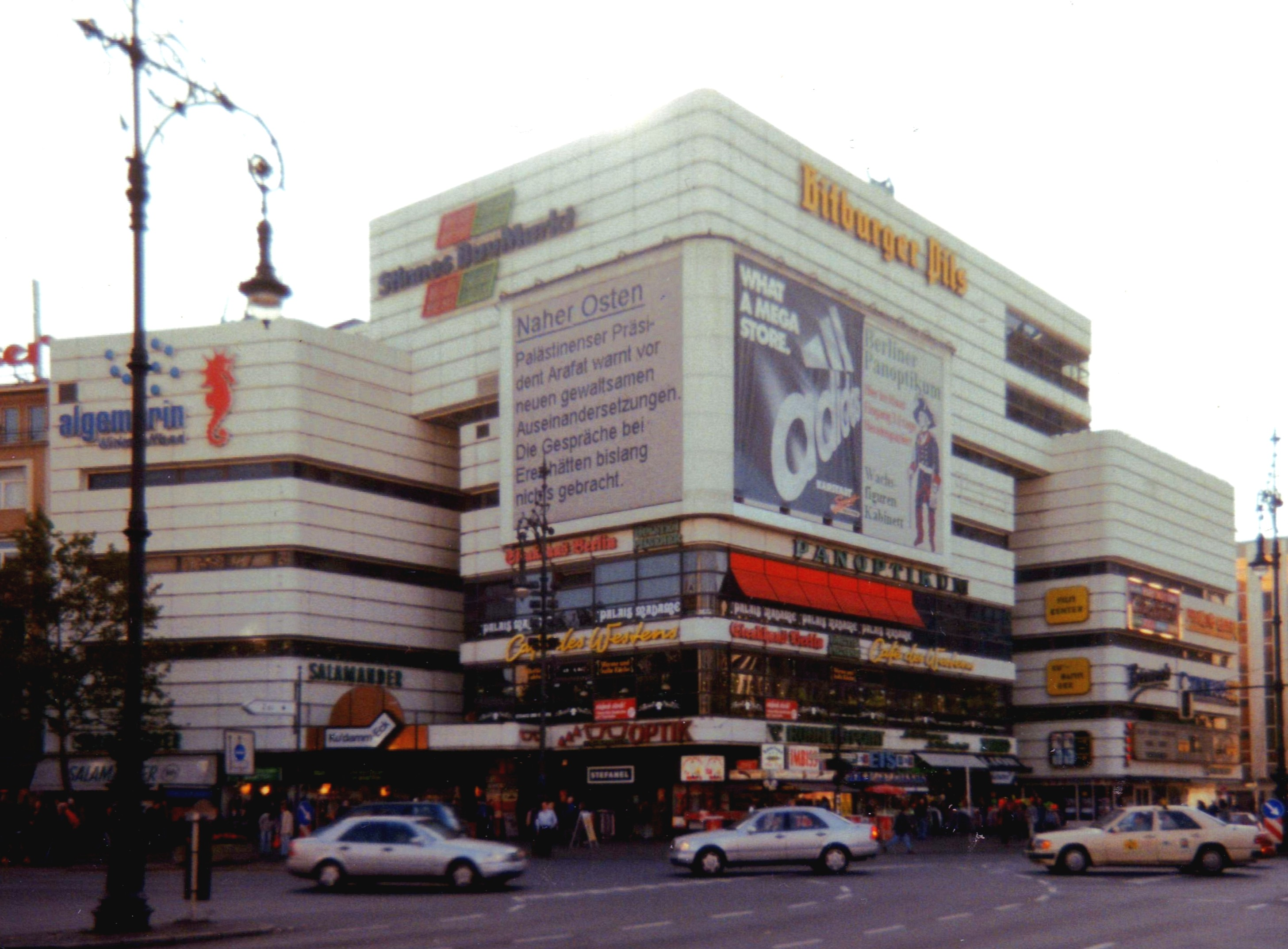
Grande magazzino Kudamm-Eck a Berlino-Charlottenburg

Werner Düttmann (Berlino, 6 marzo 1921 – Berlino Ovest, 26 gennaio 1983) è stato un architetto, urbanista e pittore tedesco.

## Vita
Studiò architettura dal 1939 al 1948 alla Technische Hochschule (oggi Technische Universität) di Berlino, con un'interruzione dal 1942 al 1947 dovuta al servizio militare e alla conseguente prigionia. Suo maestro, negli studi e nella professione, fu Hans Scharoun.
Dal 1960 al 1966 Düttmann ricoprì la carica di direttore edilizio della città di Berlino Ovest; in questa veste firmò importanti progetti che ridisegnarono il volto di alcune zone cittadine dopo le distruzioni della seconda guerra mondiale.
Dal 1966 al 1970 fu professore alla Technische Universität; successivamente operò come libero professionista, spegnendosi nel 1983 a soli 62 anni d'età.
Werner Düttmann è considerato uno dei maggiori esponenti dell'architettura moderna del dopoguerra in Germania. La sconfitta delle sue idee architettoniche, criticate a partire dalla fine degli anni settanta, fu sancita dall'esposizione di architettura IBA 84, che introdusse i criteri della "ricostruzione critica" e del "rinnovamento urbano prudente".

## Opere principali
- 1952-53 Casa di riposo per anziani in Schulstraße, Berlino-Wedding
- 1956-60 Piano urbanistico per Ernst-Reuter-Platz, Berlino-Charlottenburg (con Bernhard Hermkes)
- 1957 Biblioteca nel quartiere Hansa, Berlino-Hansaviertel
- 1960 Sede dell'Akademie der Künste nel quartiere Hansa, Berlino-Hansaviertel
- 1960-62 Edinburgh-House in Theodor-Heuss-Platz, Berlino-Westend[1]
- 1962-63 Piano urbanistico del quartiere Märkisches Viertel, Berlino-Wittenau
- 1964-66 Chiesa di Sant'Agnese in Alexandrinenstraße, Berlino-Kreuzberg
- 1966 Edificio della mensa della Technische Universität in Hardenbergstraße, Berlino-Charlottenburg
- 1966-67 Sede del Brücke-Museum a Berlino-Dahlem
- 1967-71 Complesso residenziale in Heerstraße, Berlino-Staaken
- 1968-70 Complesso residenziale in Wassertorplatz, Berlino-Kreuzberg
- 1968-75 Ricostruzione di Mehringplatz a Berlino-Kreuzberg
- 1970-74 Complesso residenziale Rodenkirchen a Colonia
- 1971 Grande magazzino Wertheim sul Kurfürstendamm, Berlino-Charlottenburg (con Hans Soll, modificato nel 1983, demolito nel 2000)
- 1972-73 Chiesa cattolica di San Martino a Berlino-Märkisches Viertel
- 1972-74 Complesso residenziale a Pulheim
- 1975-82 Ampliamento della Kunsthalle a Brema